# Heather Locklear
Heather Deen Locklear (Los Angeles, Califòrnia, 25 de Setembre del 1961) és una actriu estatunidenca. És principalment coneguda pel seu paper com a Amanda Woodward a Melrose Place (1993-99), pel qual ha rebut 4 nominacions consecutives als Globus d'Or en la categoria de millor actriu en una sèrie de televisió dramàtica. També se la coneix per la seva interpretació de Sammy Jo a Dynasty entre 1981 i 1989, el seu primer paper principal, que va donar inici a una col·laboració de llarga durada amb el productor Aaron Spelling.
Altres papers notables que ha interpretat inclouen el de l'agent de policia Stacy Sheridan a T. J. Hooker (1982-86) i el de Caitlin Moore a Spin City (1999-2002), gràcies als quals va guanyar dos Globus d'Or més, en aquest cas com a millor actriu en una sèrie de televisió musical o còmica. Va tenir un paper habitual en la comèdia Hot in Cleveland, emesa per TV Land, i un de principal en la comèdia dramàtica Franklin & Bash (2013), emesa per TNT.
Les seves aparicions en pel·lícules inclouen el thriller de ciència-ficció Ulls de foc (1984), la comèdia d'acció Els diners són el primer (1997), la comèdia d'acció animada Looney Tunes: De nou en acció (2003), i la comèdia romàntica The Perfect Man (2005).

## Primers anys
Heather Deen Locklear, filla de Diane Tinsley, productora delegada, i Bill Locklear, administrador de la UCLA i excoronel a la Marina dels Estats Units, va néixer a Los Angeles, Califòrnia. És d'ascendència ameríndia, concretament, de la tribu dels Lumbee.

## Carrera
Locklear va estudiar a la UCLA; va allistar-se a Chi Omega i a Delta Delta Delta, tot i que no es va acabar iniciant en cap de les dues sororitats. A UCLA, va començar a fer de model i a treballar en anuncis per a la botiga de l'escola. Les seves primeres aparicions a la televisió van produir-se els anys 80, amb petits papers en episodis de CHiPs, 240-Robert i Eight is Enough, abans de començar una col·laboració de llarga durada amb Aaron Spelling. Spelling va seleccionar-la per al paper de Sammy Jo Dean durant la temporada 2 de la sèrie Dynasty i, l'any següent, per al show policíac T. J. Hooker amb William Shatner. Fins a la meitat dels anys 80, Locklear va aparèixer regularment a T. J. Hooker, compaginant-ho amb aparicions semi-regulars a Dynasty. Després que T. J. Hooker acabés el 1986, va esdevenir membre a temps complet del repartiment de Dynasty, fins a la seva cancel·lació el 1989. L'any 1991, l'antic repartiment de Dynasty (incloent Locklear) va reagrupar-se per rodar Dynasty: The Reunion, una minisèrie de 4 hores.
Després de Dynasty, Locklear va protagonitzar la pel·lícula The Return of Swamp Things (amb què va guanyar el satíric Premi Razzie a pitjor actriu). També va protagonitzar Going Places, comèdia que va durar una sola temporada.
El 1993, va començar a interpretar un dels seus papers més coneguts: Amanda Woodward a la sèrie de drama Melrose Place, produïda per Aaron Spelling, un spin-off de Beverly Hills, 90210. En un principi, Spelling va contractar Locklear per a quatre episodis, el primer dels quals es va emetre el 27 de gener de 1993. Locklear va acabar sent membre a temps complet del repartiment -tot i aparèixer com a Estrella Convidada Especial als crèdits inicials- fins a la cancel·lació de la sèrie el 1999. Al llarg de la seva carrera, Locklear ha aparegut en vuit produccions televisives d'Aaron Spelling: Dynasty, T. J. Hooker, Matt Houston, Fantasy Land, The Love Boat, Hotel, Melrose Place i Rich Men, Single Women.
També va ser la presentadora convidada a Saturday Night Live el 14 de Maig de 1994. En dues de les seves sàtires més conegudes, apareixia com una dona gran jueva: és el cas de Coffee Talk, amb Mike Myers, i del seu paper com a Amanda Woodward a Dos bojos amb sort (original: Wayne's World), amb Myers, Chris Farley, Adam Sandler, Rob Schneider i Phil Hartman, on Wayne té un somni en què ell és un personatge de Melrose Place. Locklear també va fer un cameo a Wayne's World 2 el 1993. L'any 1996, va ser la convidada principal a Muppets Tonight, on va interpretar una paròdia de Melrose Place titulada "Muppet Heights". També va ser protagonista d'un Intimate Portrait especial a Lifetime, el 1997, i d'un E! True Hollywood Story especial el 2004.
Locklear va aparèixer a la portada de la revista Rolling Stone el 19 de maig de 1994, quan Melrose Place arribava al seu pic de popularitat. A més, va entrar al rànking de les 50 persones més belles de la revista People en dues ocasions, una el 1994, i l'altra el 2001.
Després que Melrose Place acabés l'any 1999, Locklear va ser seleccionada per a la comèdia Spin City. La sèrie va finalitzar el 2002, però Locklear es va emportar dues nominacions als Globus d'Or com a «millor actriu en una sèrie televisiva de comèdia». El 2002, va tenir un curt paper habitual a la comèdia Scrubs i el 2003, va protagonitzar l'episodi pilot de la seva pròpia sèrie de comèdia, Once Around the Park, que no va acabar tenint èxit. Aquell mateix any, va aparèixer en la producció cinematogràfica Uptown Girls i, el 2004, va anar com a convidada a la comèdia Two and a Half Men, que protagonitzada per Charlie Sheen, qui ja havia coprotagonitzat Spin City amb Locklear. Poc després, ella va protagonitzar el drama televisiu LAX, ambientat en l'aeroport del mateix nom. Locklear també era productora delegada de la sèrie, però va ser cancel·lada després d'11 episodis. L'any 2005, Locklear va aprèixer en la pel·lícula The Perfect Man amb Hilary Duff. Aquell mateix any, va tenir un curt paper recorrent a la sèrie Boston Legal, protagonitzada per William Shatner, que havia coprotagonizat amb Locklear la sèrie T. J. Hooker. A més, va aparèixer en un especial del Biography Channel. El 2006, va protagonitzar un altre episodi pilot, ara de la sèrie Women of a Certain Age, sèrie que tampoc va tenir èxit. El mateix 2006, va aparèixer al vídeo musical «Crash Here Tonight», del cantant de country Toby Keith.
L'any seüent, el 2007, Locklear va fer un altre pilot per a ABC, See Jayne Run, sobre una dona de negocis que combina la seva carrera amb una maternitat soltera, però també va fracassar. Més tard, va protagonitzar com a convidada la sèrie Hannah Montana i la comèdia Rules of Engagement, i va posicionar-se com a 25a a la llista de TV Guide i Entertainment Weekly's de «Les 100 Majors Icones de la Televisió».
El 2009, Locklear va unir-se al repartiment de la continuació de Melrose Place, que va ser emesa per The CW. El llançament es produïa el 17 de novembre de 2009, on ella recuperava el seu paper d'Amanda Woodward. Va aparèixer en 8 episodis; 10 anys després de la Melrose Place original, ara Amanda Woodward era sòcia d'una firma de relacions públiques, mentora d'Ella, aquesta interpretada per Katie Cassidy. Tanmateix, tot i la participació de Locklear i d'altres actors de la sèrie original, l'èxit de la sèrie no va ser l'esperat i va ser cancel·lada després de la primera temporada. El 2011, Locklear va protagonitzar la pel·lícula He Loves Me, emesa pel canal Lifetime.
El 2012, Locklear va començar a aparèixer habitualment en la sèrie de comèdia Hot In Cleveland, emesa per TV Land. El 2013, va tenir un paper regular en la comèdia dramàtica Franklin & Bash. L'any següent, Locklear va aparèixer en un anunci de servei públic, titulat «We Are, Sarah Jones», en memòria de l'assitent de càmera morta en un accident al set de Midnight Rider, el 20 de febrer de 2014.
Finalment, el 2016, Locklear va actuar en la pel·lícula de televisió The Game of Love, que es va llançar per UP TV el 14 de maig de 2016. Més tard, el mateix any, es va revelar que Locklear protagonitzaria, com a convidada amb un paper recorrent, el drama Too Close to Home, de Tyler Perry, emès per TLC.

## Vida personal

### Relacions
Locklear va estar casada amb Tommy Lee, bateria de la banda Mötley Crüe, entre el 10 de maig de 1986 i l'any 1993. Després de llur divorci, va casar-se amb el guitarrista de Bon Jovi, Richie Sambora, el 17 de desembre de 1994, a París. El 4 d'octubre del 97, va donar a llum el seu únic infant, la seva filla Ava Elizabeth Sambora. Locklear i Sambora van registrar llur divorci a febrer de 2006. El mes següent, Sambora va demanar la custòdia compartida de la filla i l'execució de l'acord prenupcial. Així doncs, oficialment, el divorci no es va completar fins a l'abril de 2007. Aquell mateix mes, Locklear va iniciar una relació amb Jack Wagner, company seu de repartiment a Melrose Place. L'agost de 2011, Locklear i Wagner van anunciar que estaven promesos, cancel·lant-ho aquell mateix novembre.

### Problemes legals i de salut
A març de 2008, es va registrar una trucada al 911, telèfon d'emergències als Estats Units, d'un home que es va identificar com el doctor de Locklear i que avisava que ella tenia intencions de suïcidar-se. Els qui van atendre la trucada van enviar ajuda a casa de Locklear, però, més tard, el seu publicista va dir que ella mai havia demanat cap suport mèdic, i l'Oficina del Sheriff del Comptat de Ventura va declarar que, en arribar a la casa de Locklear a Westlake Village, l'havien trobada en perfecte estat. Tot i això, van manifestar que creien que la trucada havia estat autèntica.
A 24 de juny de 2008, Locklear va entrar a un centre mèdic d'Arizona per a malalties psicològiques, i va demanar que s'avalués la seva medicació per rebre el tractament corresponent. El seu agent va confirmar que Locklear patia ansietat i depressió. A 23 de juliol de 2008, Locklear va tornar a casa després de quatre setmanes de tractament.
A setembre de 2008, un policia de la California Highway Patrol va aturar el cotxe de Locklear i va arrestar-la com a sospitosa de conduir beguda, als afores de Santa Bàrbara, després de veure-la circular erràticament. La policia havia estat avisada per Jill Ishkanian, experiodista i editora de la revista Us Weekly, que l'havia vista a la sortida d'un supermercat a Montecito (Califòrnia). Ishkanian va fotografiar l'incident i després va vendre les imatges al portal de notícies sobre famosos TMZ.com per 27.500 dòlars, tot i que ella afirma que se la va trobar per casualitat i nega haver-la seguit. El 17 de novembre, Locklear va rebre oficialment la multa per un delicte menor de conducció sota els efectes de begudes alcohòliques o altres substàncies tòxiques. En el test de sang que li van fer no es va detectar cap rastre d'alcohol ni narcòtics il·legals, però el fiscal del Comptat de Santa Bàrbara va afirmar que la medicació que Locklear consumia per reduir l'ansietat i la depressió «podria haver afectat la seva capacitat de conduir amb seguretat un vehicle de motor». El 2 de gener de 2009, Locklear es va declarar nolo contendere per un delicte de conducció imprudent i, a canvi, el fiscal va retirar els càrrecs per «Conducció sota els efectes de substàncies tòxiques». Locklear va ser sentenciada a 3 anys de llibertat condicional, una classe de seguretat del Departament de Vehicles de Motor, i una multa de 700 dòlars.
El 12 de gener de 2012, la germana de Locklear va trucar al 911, creient que estava en perill, ja que suposadament havia consumit alcohol i medicaments que sols es venen sota prescripció mèdica. Un equip d'emergència es va desplaçar a casa seva, i se la van emportar a l'hospital Los Robles, a Thousand Oaks, Califòrnia, però l'endemà van informar que estava fora de perill.
A febrer de 2018, Locklear va ser detinguda per violència domèstica i agressió a un agent de policia. La van condemnar per un delicte major de violència domèstica i tres delictes menors per agressió a un agent. D'acord amb l'àudio de la trucada al 911, el seu germà va trucar a la policia després d'arribar a casa seva, on havia trobat Locklear discutint amb el seu xicot. Presumptament, quan els oficials van arribar, en va colpejar tres i els va dir que els dispararia si mai tornaven a la seva residència. Lockler va poder tornar a casa a les 6 de la matinada, després de dipositar una fiança de 20.000 dòlars. El seu xicot Chris Heisser, expilot de motocròs de l'Associació Motociclista Americana, va ser detingut, a Thousand Oaks, per conduir sota la influència de l'alcohol, hores més tard que Locklear hagués estat arrestada. Havent obtingut una ordre judicial, la policia va registrar casa seva el 12 de març per mirar si hi havia alguna arma de foc, però no van trobar-ne cap.
El 24 de juny de 2018, Locklear va ser arrestada de nou, aquest cop per dos delictes menors d'agressió. L'endemà, havent aconseguit la llibertat amb fiança per càrrecs d'agressió a l'autoritat, va ser hospitalitzada per un possible cas de sobredosi. L'agost de 2019, es va declarar nolo contendere pels càrrecs fruit d'aquell arrest, i va ser condemnada a passar 30 dies en una residència de salut mental.

## Premis i nominacions
| Any  | Premi                       | Categoria                                                        | Projecte nominat          | Resultat             |
| ---- | --------------------------- | ---------------------------------------------------------------- | ------------------------- | -------------------- |
| 1983 | Premis Bravo Otto           | Millor estrella de televisió femenina                            | Dynasty                   | Guanyadora           |
| 1984 | Premis Bravo Otto           | Millor estrella de televisió femenina                            | Dynasty                   | Nominada             |
| 1986 | Soap Opera Digest Awards    | Paper còmic destacat en una sèrie d'hora punta                   | Dynasty                   | Nominada             |
| 1989 | Premis Bravo Otto           | Millor estrella de televisió femenina                            | Dynasty                   | Guanyadora           |
| 1989 | Premi Golden Raspberry      | Pitjor actriu                                                    | The Return of Swamp Thing | Guanyadora           |
| 1990 | Premis Bravo Otto           | Millor estrella de televisió femenina                            | Dynasty                   | Nominada             |
| 1990 | Premis Soap Opera Digest    | Actriu secundària destacada en hora punta                        | Dynasty                   | Nominada             |
| 1991 | Premis Bravo Otto           | Millor estrella de televisió femenina                            | Dynasty                   | Nominada             |
| 1994 | Premis Globus d'Or          | Millor actuació d'una actriu en una sèrie dramàtica de televisió | Melrose Place             | Nominada             |
| 1994 | First Americans in the Arts | Millor actriu en una sèrie de televisió                          | Melrose Place             | Guanyadora           |
| 1995 | Premis Globus d'Or          | Millor actuació d'una actriu en una sèrie dramàtica de televisió | Melrose Place             | Nominada             |
| 1996 | Premis Globus d'Or          | Millor actuació d'una actriu en una sèrie dramàtica de televisió | Melrose Place             | Nominada             |
| 1997 | Premis Globus d'Or          | Millor actuació d'una actriu en una sèrie dramàtica de televisió | Melrose Place             | Nominada             |
| 2000 | Premis Globus d'Or          | Millor actuació d'una actriu en un musical o comèdia televisiu   | Spin City                 | Nominada             |
| 2002 | Premis Globus d'Or          | Millor actuació d'una actriu en un musical o comèdia televisiu   | Spin City                 | Nominada             |
| 2004 | Premis TV Land              | Teen Dream Preferit - actriu                                     | Melrose Place             | Guanyadora (5è lloc) |

## Filmografia

### Televisió
| Any       | Títol                       | Paper                                    | Notes            | Episodi(s)                                                                           | Audiència (per milions)      |
| --------- | --------------------------- | ---------------------------------------- | ---------------- | ------------------------------------------------------------------------------------ | ---------------------------- |
| 1980      | CHiPs                       | Adolescent                               | Sèrie de TV      | "Satan's Angels"                                                                     |                              |
| 1981      | 240-Robert                  | Jean                                     | Sèrie de TV      | "Hostages"                                                                           |                              |
| 1981      | Eight is Enough             | Ingrid                                   | Sèrie de TV      | "Yet Another Seven Days in February"                                                 |                              |
| 1981      | Twirl                       | Cherie Sanders                           | Pel·lícula de TV |                                                                                      |                              |
| 1981–1989 | Dynasty                     | Sammy Jo Carrington                      | Sèrie de TV      | 127 episodis (Habitual T2-5; Principal T6–9)                                         | Aquí                         |
| 1982      | The Fall Guy                | June Edwards                             | Sèrie de TV      | "Scavenger Hunt"                                                                     |                              |
| 1982      | Fantasy Island              | Lorraine Wentworth                       | Sèrie de TV      | "Thank God, I'm a Country Girl"                                                      |                              |
| 1982      | Matt Houston                | Cindy McNichol                           | Sèrie de TV      | "Stop the Presses"                                                                   |                              |
| 1982–1986 | T. J. Hooker                | Policia Stacy Sheridan                   | Sèrie de TV      | 84 episodis (Principal S2–5)                                                         |                              |
| 1983      | Tales of the Unexpected     | Pat Ward                                 | Sèrie de TV      | "Youth from Vienna"                                                                  |                              |
| 1983      | Hotel                       | Miranda Harding                          | Sèrie de TV      | "Choices"                                                                            |                              |
| 1983      | The Love Boat               | Patti Samuels                            | Sèrie de TV      | "Youth Takes a Holiday/Don't Leave Home Without It/Prisoner of Love"                 |                              |
| 1983      | The Fall Guy                | Paige Connally                           | Sèrie de TV      | "Just a Small Circle of Friends"                                                     |                              |
| 1984      | City Killer                 | Andrea McKnight                          | Pel·lícula de TV |                                                                                      |                              |
| 1988      | Rock 'n' Roll Mom           | Darcy X                                  | Pel·lícula de TV |                                                                                      |                              |
| 1990      | Jury Duty: The Comedy       | Rita Burwald                             | Pel·lícula de TV |                                                                                      |                              |
| 1990      | Rich Men, Single Women      | Tori                                     | Pel·lícula de TV |                                                                                      |                              |
| 1990–1991 | Going Places                | Alexandra "Alex" Burton                  | Sèrie de TV      | 19 episodis (Principal)                                                              |                              |
| 1991      | Dynasty: The Reunion        | Sammy Jo Carrington                      | Minisèrie        |                                                                                      | 16,8 (Part 1); 15,3 (Part 2) |
| 1991      | Her Wicked Ways             | Melody Shepherd                          | Pel·lícula de TV |                                                                                      | 24,5                         |
| 1992      | Batman: The Animated Series | Lisa Clark (veu)                         | Sèrie de TV      | "Prophecy of Doom"                                                                   |                              |
| 1992      | Body Language               | Betsy                                    | Pel·lícula de TV |                                                                                      |                              |
| 1992      | Highway Heartbreaker        | Alex                                     | Pel·lícula de TV |                                                                                      | 22,5                         |
| 1992      | Illusions                   | Jan Sanderson                            | Pel·lícula de TV |                                                                                      |                              |
| 1993–1999 | Melrose Place               | Amanda Woodward                          | Sèrie de TV      | 199 episodis (Habitual T1; Principal T2–7)                                           |                              |
| 1993      | Fade to Black               | Victoria                                 | Pel·lícula de TV |                                                                                      |                              |
| 1995      | Texas Justice               | Priscilla Davis                          | Miniseries       |                                                                                      | 24,7 (Part 1); 21,4 (Part 2) |
| 1996      | Shattered Mind              | Suzy / Bonnie / Ginger / Victoria / D.J. | Pel·lícula de TV |                                                                                      | 17,4                         |
| 1997      | Muppets Tonight             | Herself                                  | Sèrie de TV      | Estrella convidada                                                                   |                              |
| 1999–2002 | Spin City                   | Caitlin Moore                            | Sèrie de TV      | 71 episodis (Principal T4–6)                                                         |                              |
| 2000      | King of the Hill            | Peggy Donovan (veu)                      | Sèrie de TV      | "Old Glory"                                                                          |                              |
| 2002      | Ally McBeal                 | Nicole Naples                            | Sèrie de TV      | "Tom Dooley"                                                                         | 8,1                          |
| 2002      | Scrubs                      | Julie Keaton                             | Sèrie de TV      | "My First Step"; "My Fruit Cups"                                                     | 17,5; 19,9                   |
| 2003      | Once Around the Park        | Alex Wingfield                           | Sèrie de TV      | Pilot                                                                                |                              |
| 2004      | Two and a Half Men          | Laura Lang                               | Sèrie de TV      | "No Sniffing, No Wowing"                                                             | 16,2                         |
| 2004–2005 | LAX                         | Harley Random                            | Sèrie de TV      | 11 episodis (Principal)                                                              |                              |
| 2005      | Boston Legal                | Kelly Nolan                              | Sèrie de TV      | "The Black Widow"; "Schadenfreude"                                                   | 12,4; 11,8                   |
| 2006      | Women of a Certain Age      | Barb                                     | Sèrie de TV      | Pilot                                                                                |                              |
| 2007      | Angels Fall                 | Reese Gilmore                            | Pel·lícula de TV |                                                                                      | 5,0                          |
| 2007      | Hannah Montana              | Heather Truscott                         | Sèrie de TV      | "Lilly's Mom Has Got It Goin' On"                                                    |                              |
| 2007      | Rules of Engagement (sèrie) | Barbara                                  | Sèrie de TV      | "Audrey's Sister"; "Engagement Party"                                                | 10,1; 10,8                   |
| 2007      | See Jayne Run               | Jayne Doherty                            | Sèrie de TV      | Pilot                                                                                |                              |
| 2008      | Flirting with Forty         | Jackie Laurens                           | Pel·lícula de TV |                                                                                      | 4,0                          |
| 2009–2010 | Melrose Place (sèrie)       | Amanda Woodward                          | Sèrie de TV      | 8 episodis                                                                           |                              |
| 2011      | He Loves Me                 | Laura                                    | Pel·lícula de TV |                                                                                      |                              |
| 2012–2013 | Hot in Cleveland            | Chloe                                    | Sèrie de TV      | "That Changes Everything"; "A Midwinter Night's Sex Comedy"; "Cleveland Fantasy Con" |                              |
| 2013      | Franklin & Bash             | Rachel King                              | Sèrie de TV      | 10 episodis (Principal T3)                                                           | Aquí                         |
| 2016      | The Game of Love            | Frankie                                  | Pel·lícula de TV |                                                                                      |                              |
| 2016–2017 | Too Close to Home           | The First Lady                           | Sèrie de TV      | 8 episodis (Habitual T1-2)                                                           |                              |
| 2017      | Fresh Off the Boat          | Sarah                                    | Sèrie de TV      | "The Gloves Are Off"                                                                 | 3.85                         |

### Pel·lícules
| Any  | Títol                           | Paper                            | Estudi                                       |
| ---- | ------------------------------- | -------------------------------- | -------------------------------------------- |
| 1984 | Ulls de foc                     | Victoria 'Vicky' Tomlinson McGee | Universal                                    |
| 1989 | The Return of Swamp Thing       | Abigail "Abby" Arcane            | Lightyear Entertainment                      |
| 1991 | The Big Slice                   | Rita                             | SC Entertainment International               |
| 1993 | Dos bojos amb sort 2            | Ella mateixa (cameo)             | Paramount                                    |
| 1996 | El club de les primeres esposes | Sharon Griffin (cameo)           | Paramount                                    |
| 1997 | Double Tap                      | Agent Katherine Hanson           | HBO                                          |
| 1997 | Els diners són el primer        | Grace Cipriani                   | New Line                                     |
| 2003 | Looney Tunes: De nou en acció   | Dusty Tails                      | WB                                           |
| 2003 | Uptown Girls                    | Roma Schleine                    | MGM                                          |
| 2005 | The Perfect Man                 | Jean Hamilton                    | Universal                                    |
| 2006 | Game of Life                    | Irene                            | Mesquite Entertainment Group                 |
| 2009 | Flying By                       | Pamela                           | ARTE & Encore Partners                       |
| 2013 | Scary Movie 5                   | Barbara                          | Dimension Films & DZE and Brad Grey Pictures |

### Productora
- Melrose Place (1997–99) (com a co-productora)
- LAX (2004–05)